# توس ارمان
توس ارمان (نام علمی: Betula ermanii) نام یک گونه از سرده توس است.